# L. Gardner and Sons

Barton Hall Engine Work, Manchester

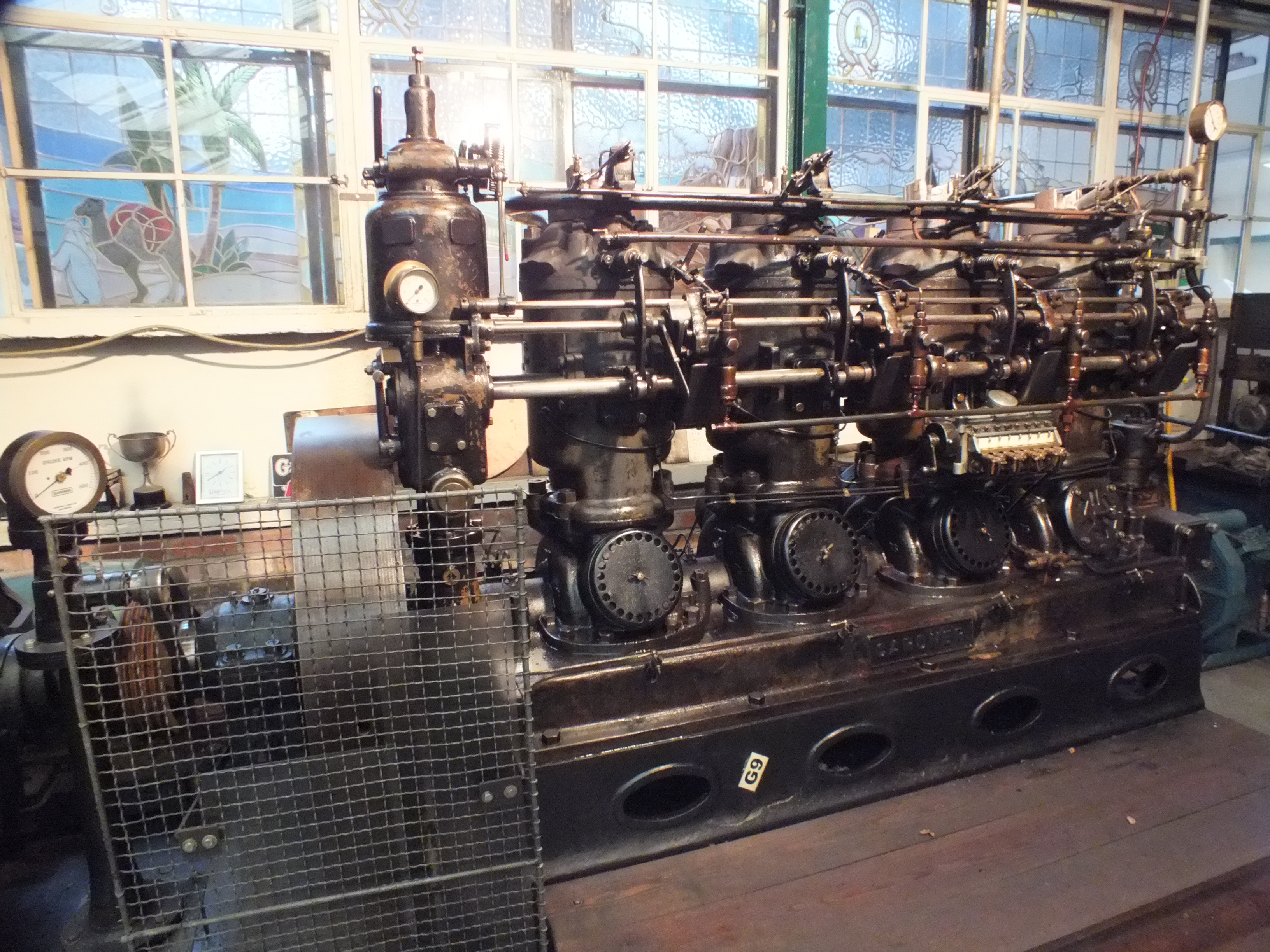
Gardner 4TS, een stationaire viercilinder motor

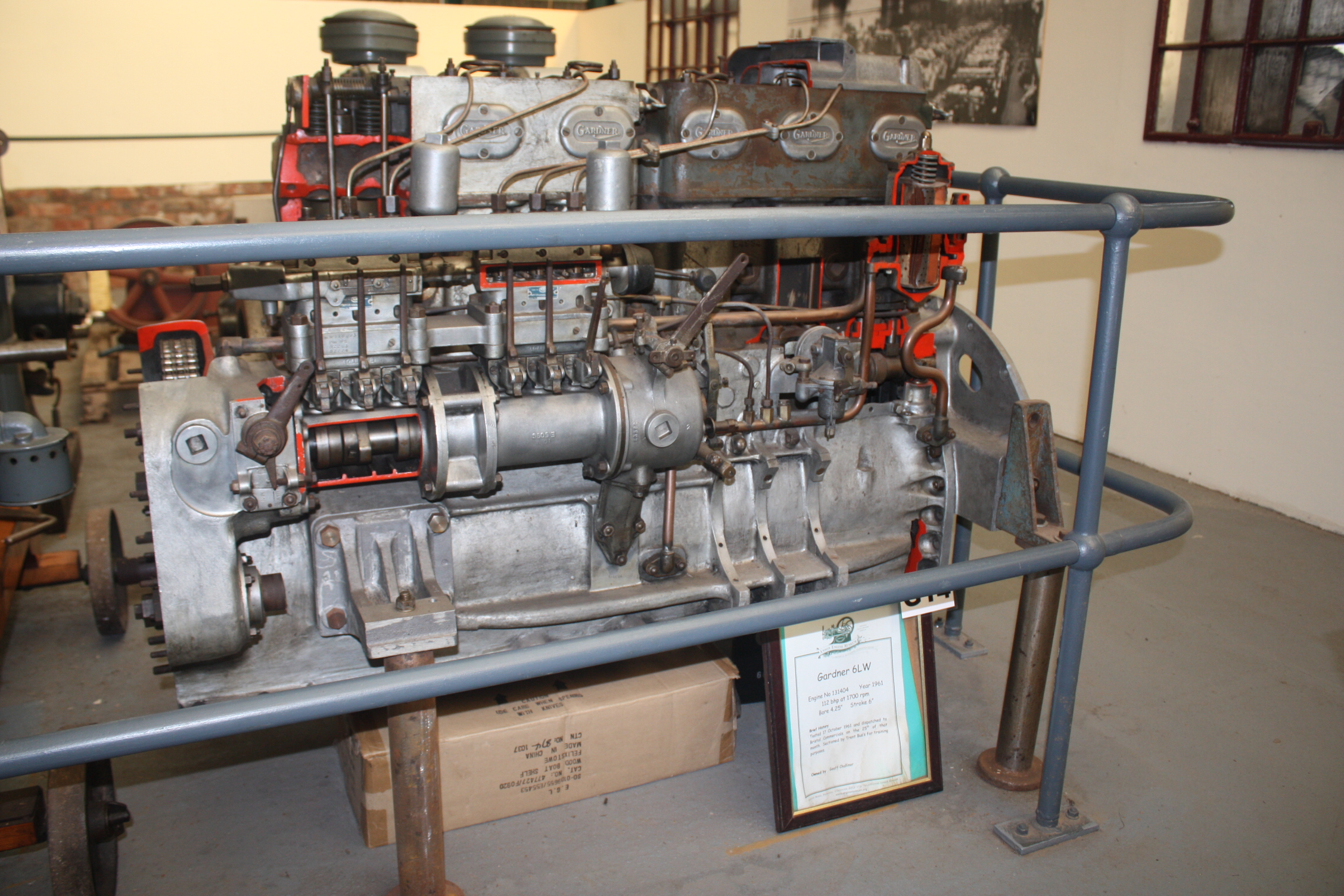
Gardner 6LW dieselmotor uit 1961

L. Gardner and Sons Ltd, was een Britse fabrikant van dieselmotoren voor stationaire, maritieme, weg- en spoortoepassingen. Het bedrijf werd in 1868 opgericht in Hulme, bij Manchester, in Engeland. Het begon rond 1895 met het bouwen van motoren en staakte de activiteiten zo’n 100 jaar later.

## Geschiedenis
Rond 1868 begon Lawrence Gardner (1840-1890) als maker van naaimachinemaker in Hulme. Hij overleed in 1890, hij was 49 jaar oud. De zaak, L. Gardner, Machinist, werd voortgezet door zijn zonen, Thomas Harry en Edward.
In 1892 maakte het bedrijf dynamo's voor de opwekking van elektriciteit en ook gasmotoren om deze dynamo's aan te drijven. De gasmotoren werden gemaakt in licentie en het ontwerp was in handen van A.E. en H. Robinson. De zaken gingen goed en het bedrijf moest vanwege ruimtegebrek in 1899 verhuizen. De nieuw fabriek kwam op acht kilometer van het centrum van Manchester te liggen in Particroft deze kreeg de naam Barton Hall Engine Works. De focus kwam meer te liggen op de bouw van motoren en de dynamo's werden van andere leveranciers betrokken.
In 1903 werd het een naamloze vennootschap en ging verder onder de bedrijfsnaam L Gardner and Sons Ltd. Voor de verkoop van de motoren werden verkoopagenten aangesteld zoals Norris en Henty Ltd uit Londen.
Met de ervaring van de gasmotoren begon het bedrijf zich te richten op dieselmotoren. De productie hiervan begon in 1903. In 1912 werd een nieuw verkoopkantoor opgericht in samenwerking met Norris en Henty, dit kantoor kreeg de naam Norris, Henty and Gardner Ltd. In 1914 maakte Gardner een serie motoren met een vermogen van vijf tot 220 pk en telde ongeveer duizend arbeiders. Tijdens de Eerste Wereldoorlog maakte het bedrijf munitie, onderdelen voor zware kanonnen en motoren voor tanks.
In de jaren 1920 kwam de ontwikkeling van dieselmotoren in een stroomversnelling. De dieselmotoren hadden als belangrijk nadeel dat ze veel zwaarder waren dan benzinemotoren. Ze werden vooral gemaakt voor de scheepvaart en stationaire toepassingen. In 1929 werd een Gardner 4L2 scheepsmotor in een Lancia autobus gemonteerd. Dit was een succesvol experiment en een paar honderd 4L2 motoren werden - buiten de fabriek - omgebouwd voor het wegtransport. Gardner besloot toen de motor zelf geschikt te maken voor zware vrachtwagens Dit ontwerp maakte gebruik van lichtere materialen en was daardoor lichter, het leverde naar verhouding meer vermogen en was zuiniger in het brandstofverbruik. De LW-motor had een modulair ontwerp, met aparte gietijzeren cilinderblokken en cilinderkoppen bestaande uit twee of drie cilinders. Een vijfcilinder motor bestond uit een twee en drie cilinderblok. Verder leken de motoren voor de scheepvaart en het wegtransport veel op elkaar en konden met beperkte aanpassingen voor beide doelen worden ingezet.
Diverse kleine vrachtwagenfabrikanten namen de motor in hun programma op, zoals Atkinson Lorries, Foden, ERF, Guy Motors, Bristol Commercial Vehicles, Dennis en Scammell Lorries. Deze fabrikanten waren te klein om alles zelf te maken en kochten belangrijke componenten, waaronder de motor, in bij gespecialiseerde bedrijven zoals Gardner. In de jaren 30 werden LW-serie dieselmotoren ook gemonteerd in grote luxe auto's, waaronder de merken Lagonda, Bentley en Rolls-Royce. De Gardner motor stond bekend om zijn betrouwbaarheid en zuinigheid. De Nederlandse motorenfabrikant Kromhout sloot in augustus 1932 een licentiecontract met Gardner. Kromhout mocht snellopende viertakt dieselmotoren maken die onder meer werden gemonteerd in autobussen, vrachtwagens en trekkers. In 1937 overleed Thomas Harry Gardner, de oudste zoon van Lawrence Gardner. Hij had de leiding over het bedrijf overgenomen na de dood van zijn vader. 
Tijdens de Tweede Wereldoorlog maakte Gardner vooral dieselmotoren van eigen ontwerp. De motoren vonden hun weg naar de X-klasse en XE-klasse mini-onderzeeboten van de Britse marine, maar ook naar legervoertuigen zoals de Scammell Pioneer.
Na de oorlog werd de LW-serie nog altijd in grote aantallen gebouwd voor vrachtwagens en bussen. Deze motorenlijn werd later aangevuld met de modernere LX. Halverwege de jaren zestig werd de LW-reeks geüpgraded naar 20 pk per cilinder, en stond bekend als de LW20. Een achtcilinderversie werd ontwikkeld met een vermogen van 240 pk bij 1850 toeren per minuut. De grotere motoren van de 6L3 en 8L3-serie werden gebruikt in locomotieven, zoals British Rail Class 01 en 04, en ook in vaartuigen tot 120 voet. Tussen 1945 en de late jaren 1970 werkten er tussen de 2000 en 3500 werknemers voor het bedrijf. In 1955 was de derde generatie Gardner in de directie gekomen.
In 1960 maakte Gardner 4600 motoren, hiervan ging ongeveer twee derde naar de vrachtwagenfabrikanten. Veel van die fabrikanten verdwenen vervolgens, ze gingen failliet of werden ingelijfd door grotere bedrijven. Gardner verloor daarmee marktaandeel en kwam in een moeilijker positie.
In juni 1976 verwierf Rolls-Royce een aandelenbelang van 17%, maar in december 1977 werd het bedrijf gekocht door Hawker Siddeley. In de jaren 1970 en 1980 raakte Gardner achter op de concurrentie, er werd te weinig aandacht besteed aan de introductie van nieuwe motoren en de verbetering van het productieproces. In 1980 kampte het bedrijf met een gebrek aan opdrachten, arbeidstijdverkorting werd aangevraagd en een ontslagronde van 700 medewerkers werd aangekondigd. Meerder ontslagrondes volgden.
Medio 1986 volgde de overname door Perkins Engines, een dochteronderneming van het Amerikaanse bedrijf Massey Ferguson. Perkins maakte 385.000 motoren op jaarbasis, waarbij de productie van Gardner zeer ongunstig afstak. De motoren van Gardner waren wel een aanvulling op de lichtere dieselmotoren van Perkins. De productie werd later stilgelegd omdat de verkoop van vrachtwagenmotoren was ingezakt.
L. Gardner and Sons stopte in 1994 met de productie van motoren. De introductie van nieuwe en strengere emissievoorschriften zou een aanzienlijke aanpassing of zelfs een gehele vernieuwing van de motorontwerpen vereisen. De productie van onderdelen bleef tot het jaar 2000 doorgaan.

## Naslagwerken
- (en)  Graham Edge L. Gardner & Sons Limited: Legendary Engineering Excellence (2006) ISBN 1902356160
- (en)   Maurice J. Halton L. Gardner and Sons Limited: the history of a British industrial firm (2010)